# Julio Acosta García
Julio Acosta Garcia (ur. 23 maja 1872 w San Ramon, zm. 6 lipca 1954) – kostarykański polityk, minister spraw zagranicznych w latach 1914-1917, prezydent Kostaryki w latach 1919-1924 (do sierpnia 1919 tymczasowy). Wybrany w 1920 przy poparciu Stanów Zjednoczonych, zdobył 89% głosów. Na ten urząd kandydował jeszcze w 1932 i 1936 (od 1932 do 1936 był II wiceprezydentem).